# Karl Axel Förstberg
Karl Axel Förstberg, född 15 juni 1914 i Varberg, död 14 augusti 1984 i Linköping, var en svensk elektroingenjör och företagsledare.
Förstberg, som var son till trädgårdsmästare Johan Förstberg och Lina Björnsson, utexaminerades från Chalmers tekniska högskola 1939. Han blev ingenjör vid Trollhätte kraftverk 1939, driftsingenjör vid Västerås kraftverk 1946, överingenjör vid AB Iggesunds bruk 1950 och var verkställande direktör för AB Linköpings stads tekniska verk och Sankt Kors Fastighetsaktiebolag från 1964.